# Compsaditha congica
Compsaditha congica es una especie de arácnido del orden Pseudoscorpionida de la familia Tridenchthoniidae.

## Distribución geográfica
Se encuentra en la República Democrática del Congo.